# Opius indistinctus
Opius indistinctus är en stekelart som beskrevs av Fischer 1965. Opius indistinctus ingår i släktet Opius och familjen bracksteklar. Inga underarter finns listade i Catalogue of Life.